# Bolitophila scherfi
Bolitophila scherfi är en tvåvingeart som beskrevs av Eberhard Plassmann 1970. Bolitophila scherfi ingår i släktet Bolitophila och familjen smalbensmyggor. Inga underarter finns listade i Catalogue of Life.